# Грозненский дельфинарий
Грозненский дельфинарий представляет собой крупнейший на Северном Кавказе развлекательно-оздоровительный комплекс.

## Описание
Дельфинарий открылся 20 мая 2018 года. Он расположен рядом с Грозненским морем. Его общая площадь составляет более 300 тысяч м². В состав комплекса входят собственно дельфинарий, центр дельфинотерапии, парк динозавров «Дино-юрт», конюшня, этно-деревня с контактным зоопарком, школа верховой езды, игровые площадки, аттракционы, автодром, театр, искусственный водоём с катамаранами, ресторан.
Здание дельфинария выполнено в виде раковины. Площадь здания составляет 10 тысяч м². Внутри находятся восемь бассейнов, залы для индивидуального плавания, тренировочный зал, зал для шоу-программ с 12-метровым экраном и большим бассейном. Вместимость зрительного зала составляет 665 человек.